# Kriegsgefangenenlager Featherstone Park
Koordinaten: 54° 56′ N, 2° 31′ W

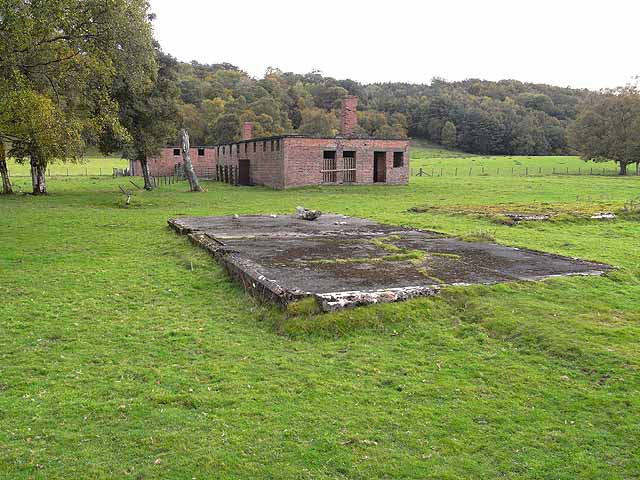
Ruinen des Kriegsgefangenenlagers

Das Kriegsgefangenenlager Featherstone Park (britische Bezeichnung: Camp 18) war ein britisches Kriegsgefangenenlager in der Zeit des Zweiten Weltkrieges. Es bestand zwischen 1944 und 1948 und lag etwa sechs Kilometer südwestlich von Haltwhistle in Northumberland am Ufer des Tyne. Die Überreste sind noch heute sichtbar.
Das Lager wurde 1944 für amerikanische Soldaten gebaut, die an der Operation Pegasus teilnehmen sollten. Das Lager wurde Anfang 1945 in ein Kriegsgefangenenlager umgebaut. Das Lager, das mit etwa 200 Hütten eines der größten Lager in England war, sollte Gefangene, die als besonders fanatische Nationalsozialisten eingestuft wurden, aufnehmen und zählte zu den größten Lagern in Großbritannien. Im Lager lebten bis zu 4000 Offiziere und 600 Mannschaftsdienstgrade.
Gemeinsam mit dem Dolmetscheroffizier Herbert Sulzbach, dem deutschen Lagerführer Ferdinand Heim sowie Professoren, Lehrern und Handwerksmeistern aus den Reihen der deutschen Kriegsgefangenen organisierten die Briten in dem Offizierslager ein umfassendes Vortragsprogramm und ermöglichten den Insassen u. a. den Erwerb des Abiturs, handwerkliche Ausbildungen und sogar den Besuch der lagereigenen Universität. Das Erziehungsprogramm des Lagers galt als so erfolgreich, dass 1947 der Stacheldrahtzaun um das Lager abgebaut wurde, da er als nicht mehr notwendig angesehen wurde.
Das Lager hatte seine eigene deutschsprachige Zeitung mit dem Namen Die Zeit am Tyne, die in Hexham gedruckt wurde.
Im Rahmen der Affäre Conti wurde dem deutschen Widerstandskämpfer Willi Brundert von den Behörden der DDR vorgeworfen, während seiner Inhaftierung in Camp 18 vom britischen Geheimdienst angeworben worden zu sein.

## Dokumente

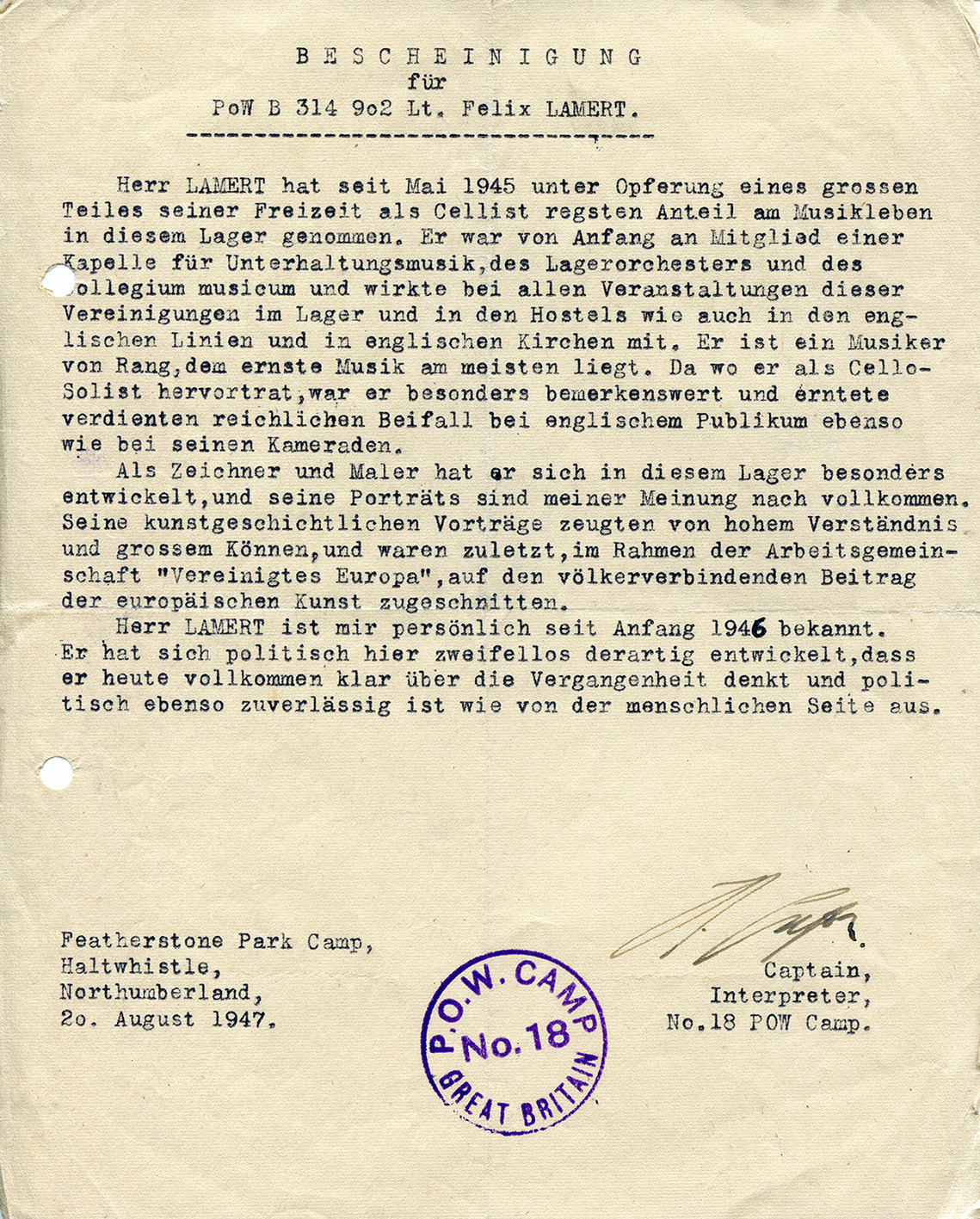
Bescheinigung über die Teilnahme am kulturellen Leben des Lagers
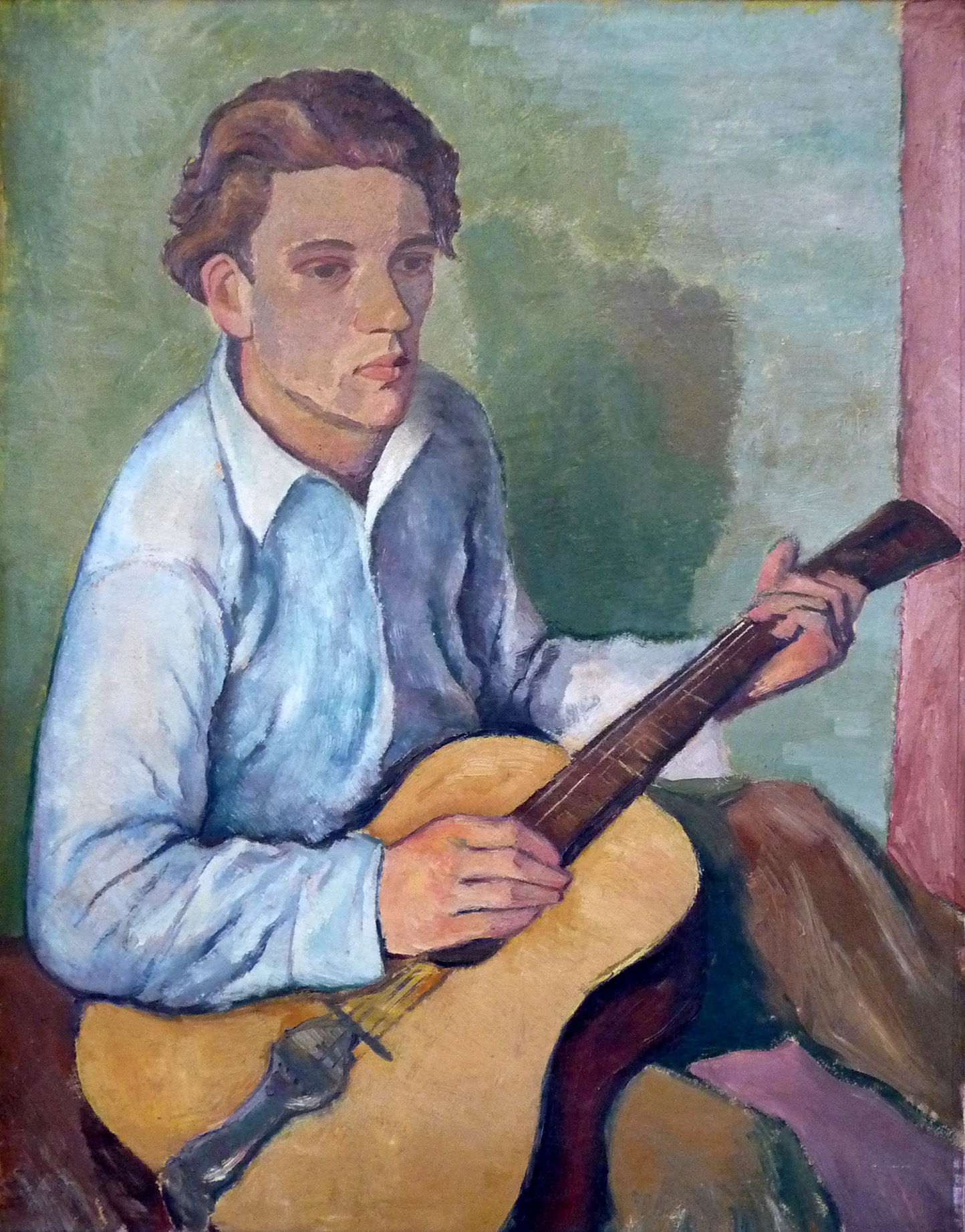
Felix Lamert, Porträt eines Kriegsgefangenen, 1946 gemalt im Camp 18
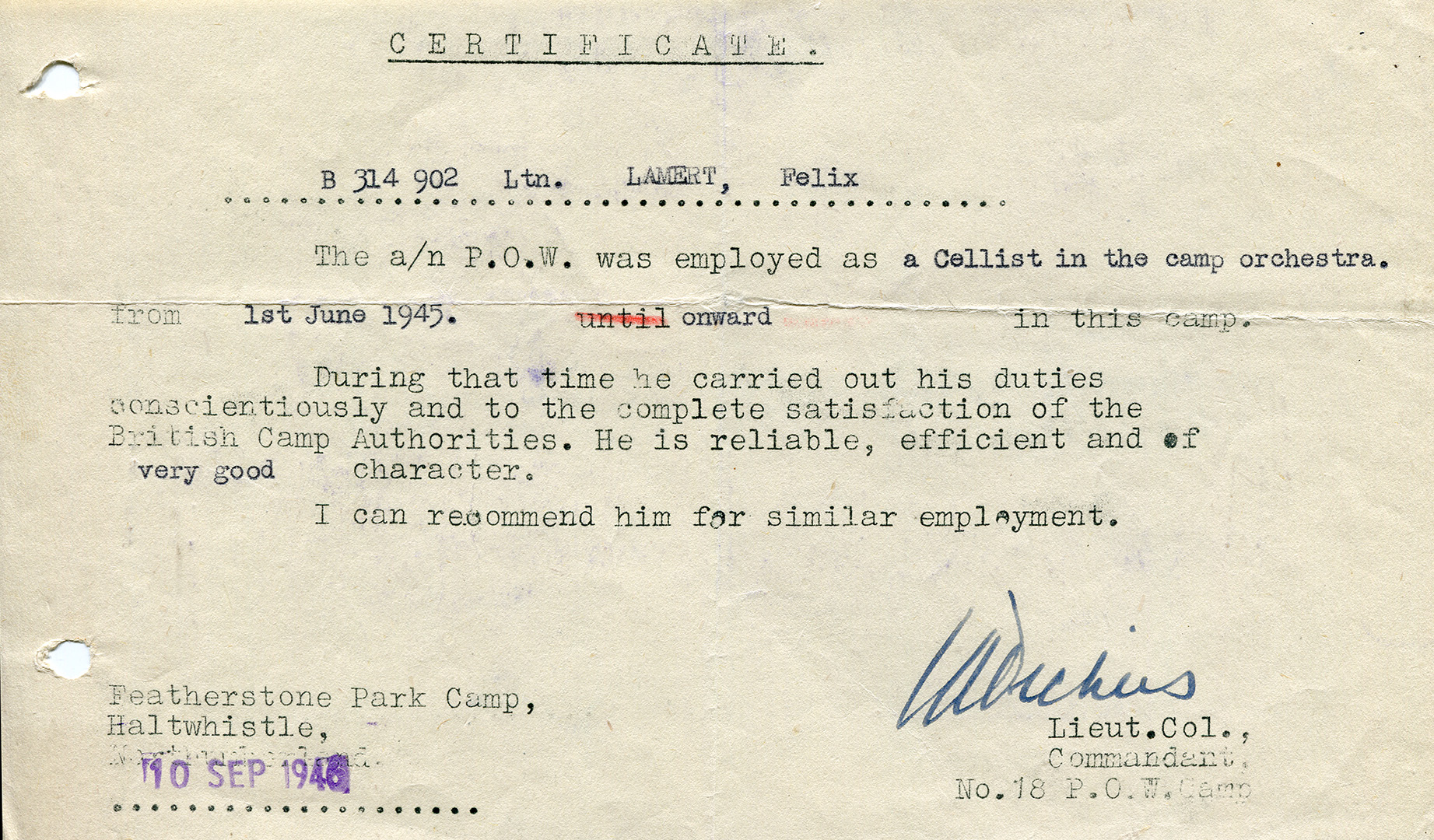
Bescheinigung über die Teilnahme am kulturellen Leben des Lagers
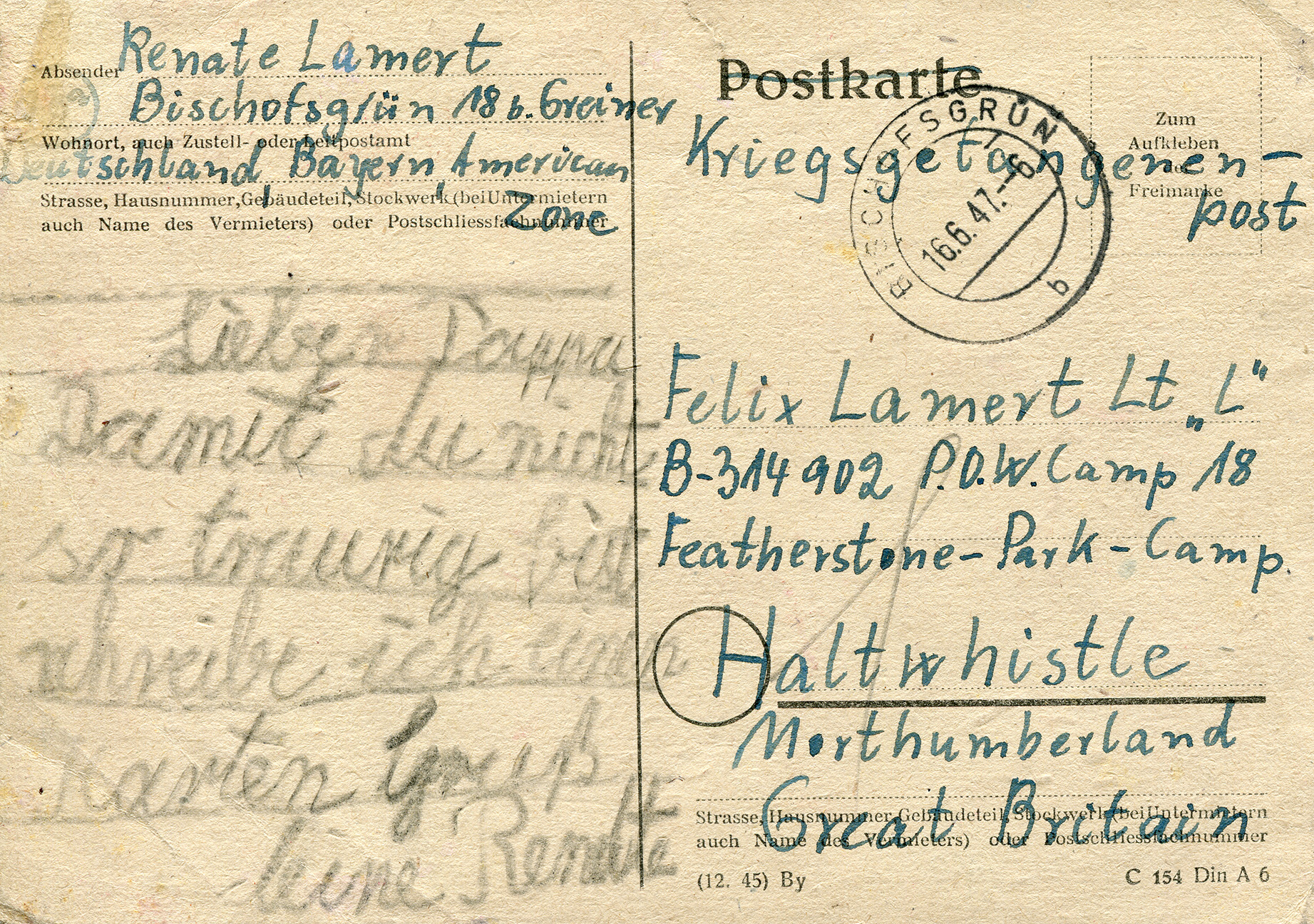
Postkarte an einen Lagerinsassen vom Juni 1947
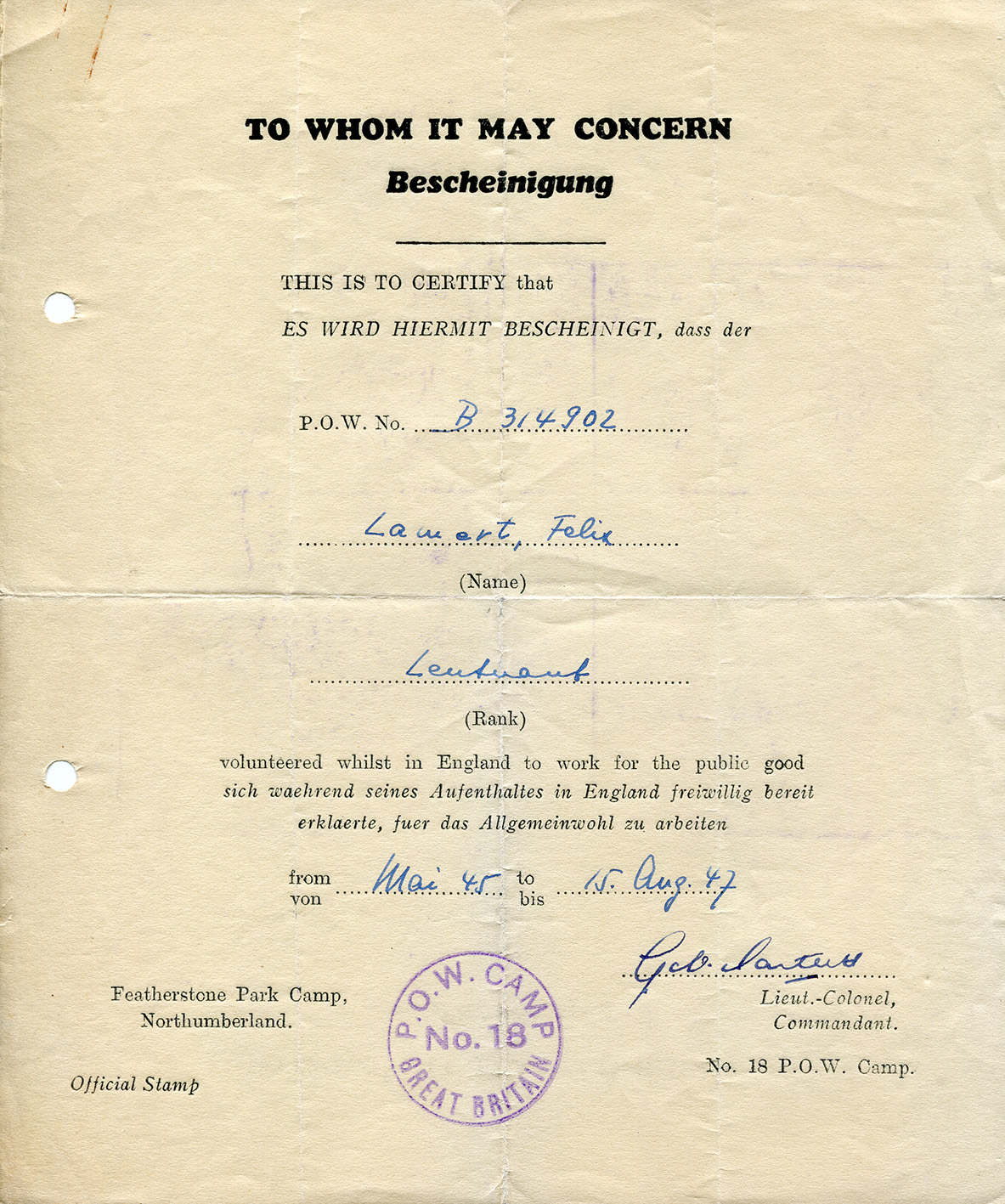
Entlassungsurkunde von 1947
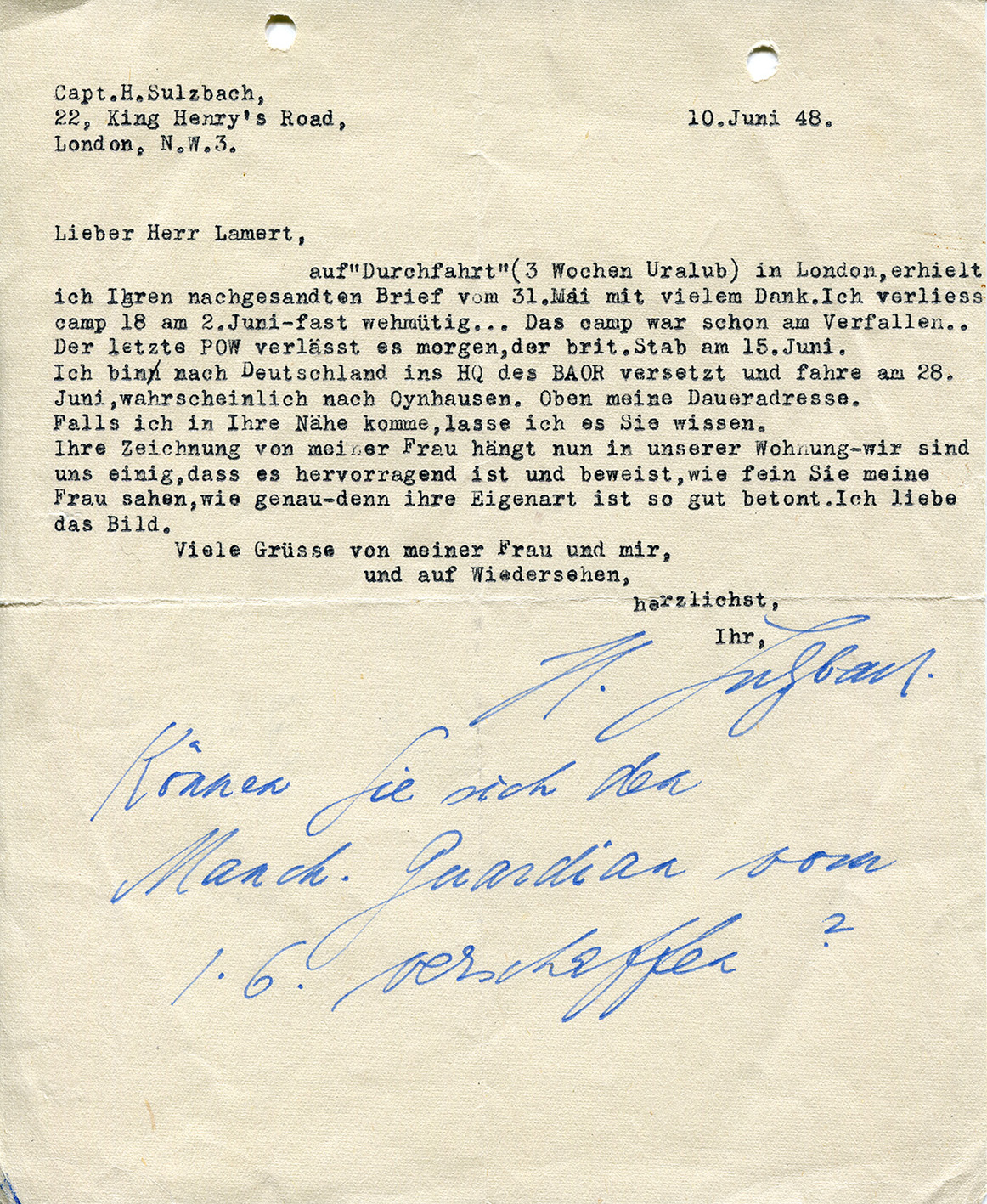
Brief von Captain Herbert Sulzbach über die Auflösung des Lagers vom Juni 1948